# Медова печера
Медо́ва пече́ра або Меду́нка — печера, геологічна пам'ятка природи місцевого значення в Україні. Розташована у східній околиці Львова, при вулиці Медової Печери (місцевість Майорівка). 2009 року Медова печера включена до меж зеленої зони «Майорівка» Винниківського лісопарку.

## Опис
Загальна довжина ходів — близько 56 м, середня висота — 4,5 м, середня ширина — 8,5 м. Складається з двох великих залів, з'єднаних вузьким проходом-хідником. Зали можна візуально поділити на 3 кімнати, а також 4-у (важкодоступну, зруйновану вибухом боєприпасів у повоєнний час). Склепіння першої зали підпирає кам'яна колона, друга зала завершується вузьким лазом, яким можна проповзти кілька метрів (далі ходу немає).
Печера штучного походження (за винятком кількох тріщин тектонічного походження). Видовбана 1850 року в каменярні, що існувала тут того часу. Обидві її назви походять від жовтуватого, наче мед, кольору вапняку, в товщі котрого утворено зали. Стіни перших двох великих зал печери на даний час повністю вкриті кіптявою від смолоскипів, і ці дві зали є відкритими та легкодоступними для відвідувачів, які зазвичай залишають після себе великі об'єми сміття. Лише у 2-й залі можна побачити природний колір печери.
Деякі відомості про печеру подають у своїх виданнях відомі львовознавці та історики. Так, у своєму довіднику «Провіднику по Львові» Микола Голубець пише: «За Погулянкою і броваром Кляйна лежить чарівна „Медова печера“ зложена з двох обємистих комор получених поміж собою. Назва печер походить від медової барви її каміння. Відкрито її щойно перед кільканайцяти роками при нагоді ломання каміння». Іван Крип'якевич у своїй книзі «Історичні проходи по Львову»: «В цій стороні лежать популярні місця прогульок: Медова Печера і Чортівська Скала. До Медової Печери веде Пасічна дорога, попри Маєрівку; серед узгір лежить котловина і в ній дві невеликі печери. В 1850-х рр. тут була каменоломня і тоді видовбано печери. Назва Медової Печери, або Медунки, походить від того, що у печерах є вапняк, який кольором своїм нагадує мед. В цій котловині є сліди невеликого цвинтарика: на цьому місці в 1914—1915 рр. російські воєнні суди виконували засуди смерті й тут хоронено розстріляних».
Фауна Медової печери налічує дев'ять видів кажанів, серед яких відносно звичайними є чотири: нічниця велика, нічниця водяна, вухань звичайний та широковух звичайний. Також зустрічаються рідкісні види кажанів, що відомі для Медової печери лише за поодинокими знахідками, зокрема, нічниця гостровуха, нічниця довговуха, нічниця війчаста, вухань австрійський, пергач пізній.
9 квітня 2021 року зареєстрована електронна петиція під назвою «Щодо розширення меж геологічної пам'ятки „Медова Печера“», де львів'яни наполягають на розширенні меж пам'ятки природи «Медова печера» для того, аби зберегти її та дати можливість ще багатьом поколінням ознайомитися з цією місцевістю.

Світлини геологічної пам'ятки природи
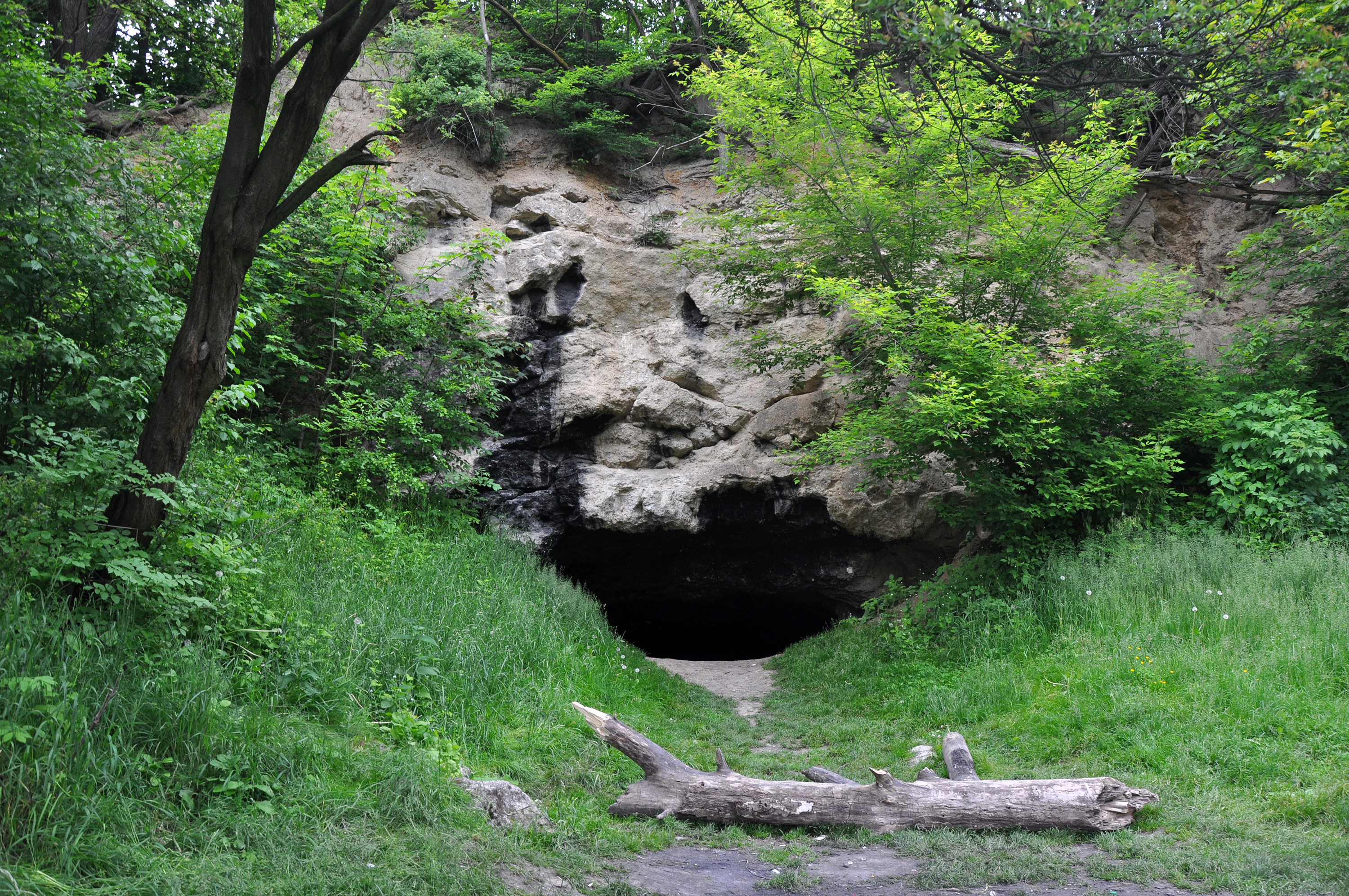
Медова печера. Загальний вигляд
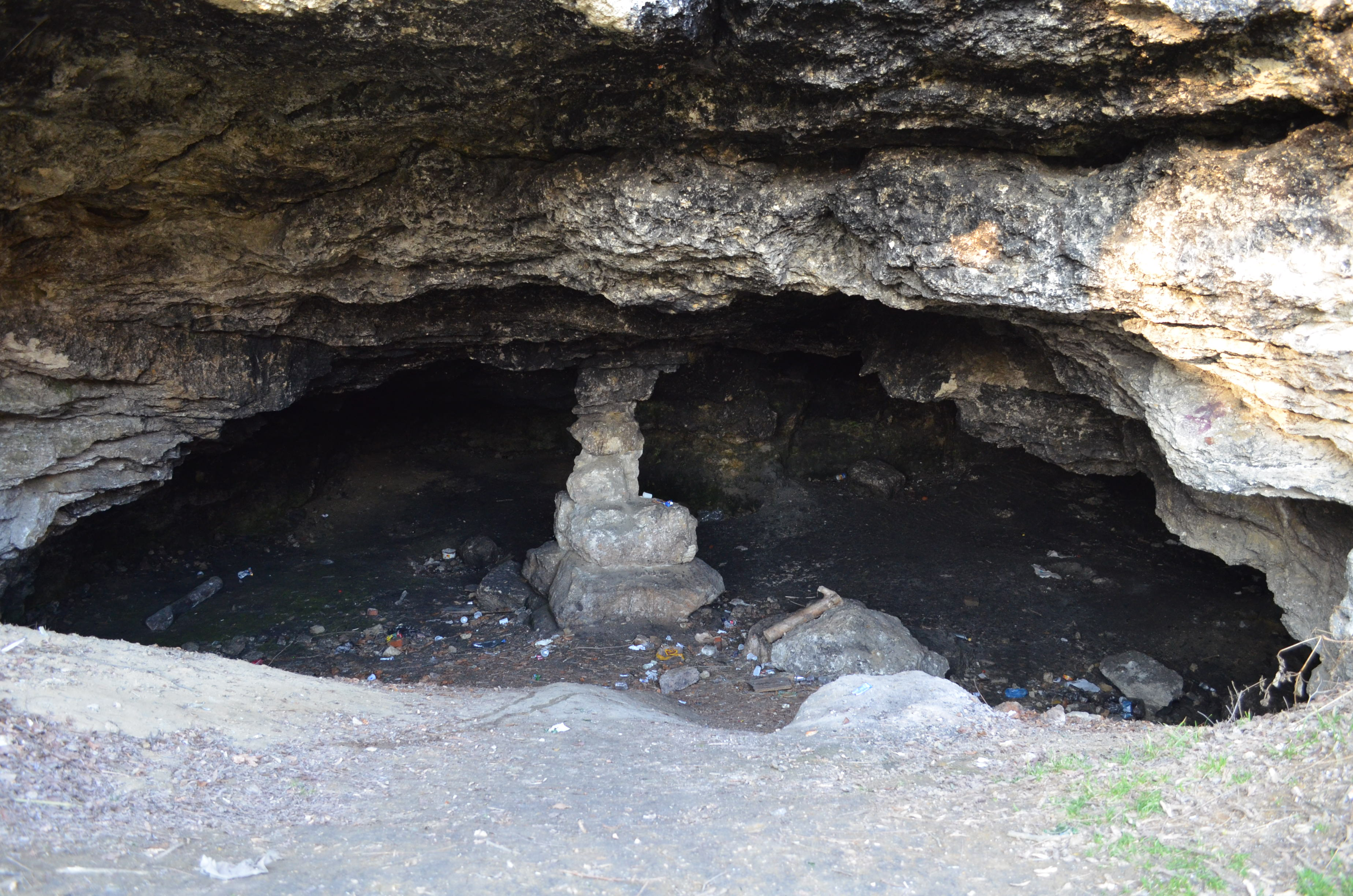
Медова печера. Кам'яна колона, що підпирає склепіння першої зали
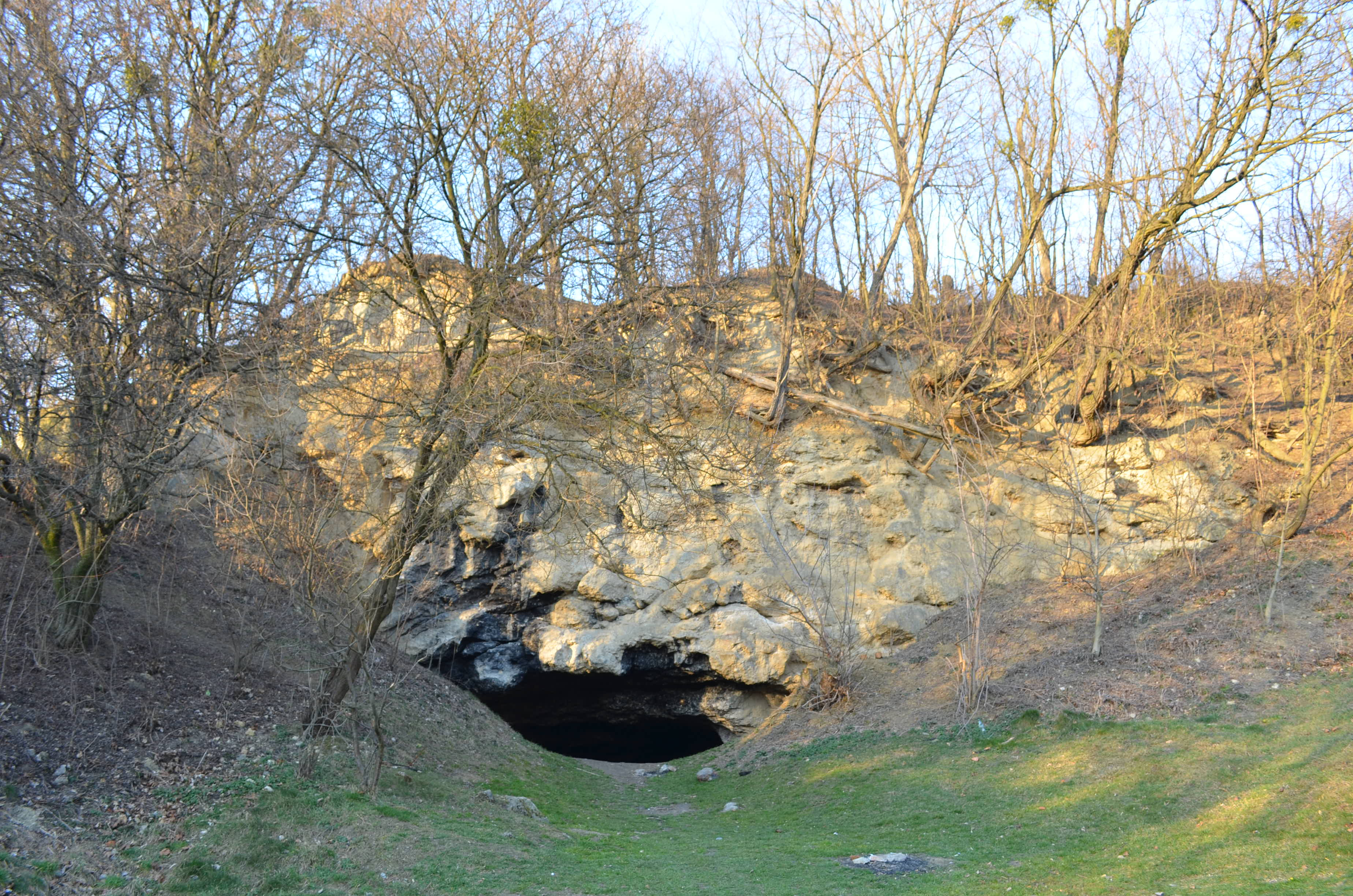
Медова печера. Загальний вигляд
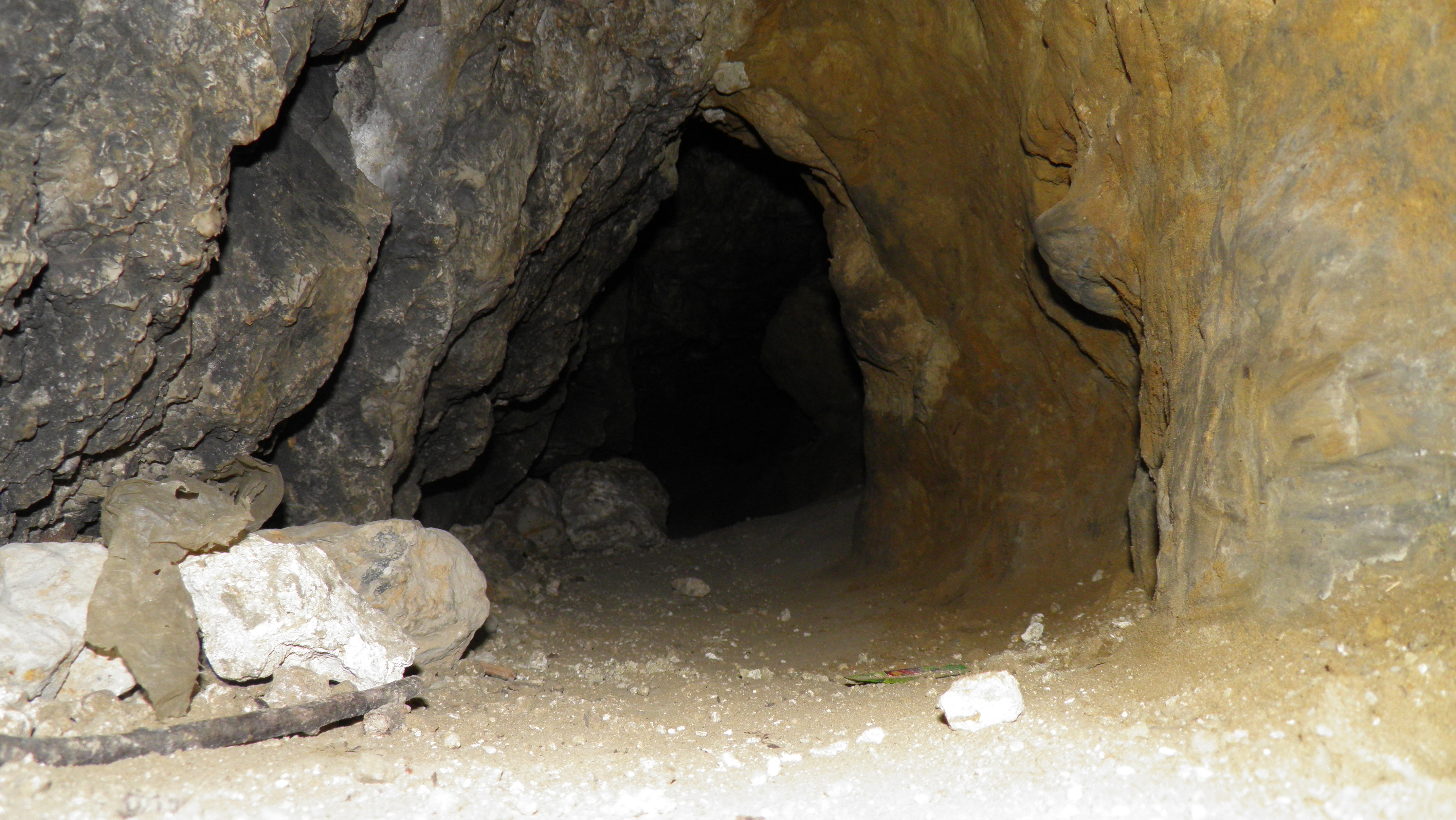
Медова печера. Вузький лаз другої зали
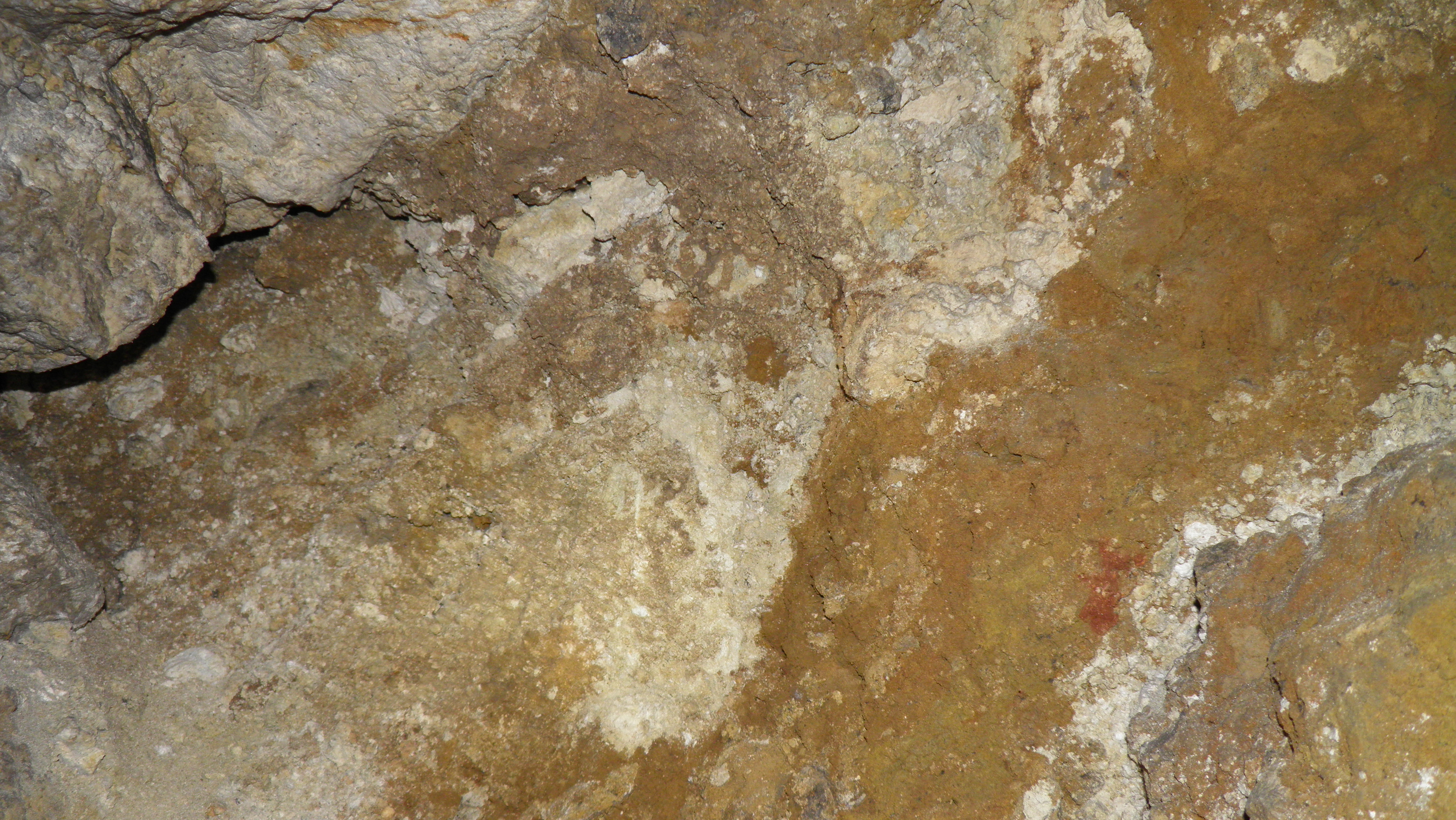
Медова печера. Жовтий вапняк
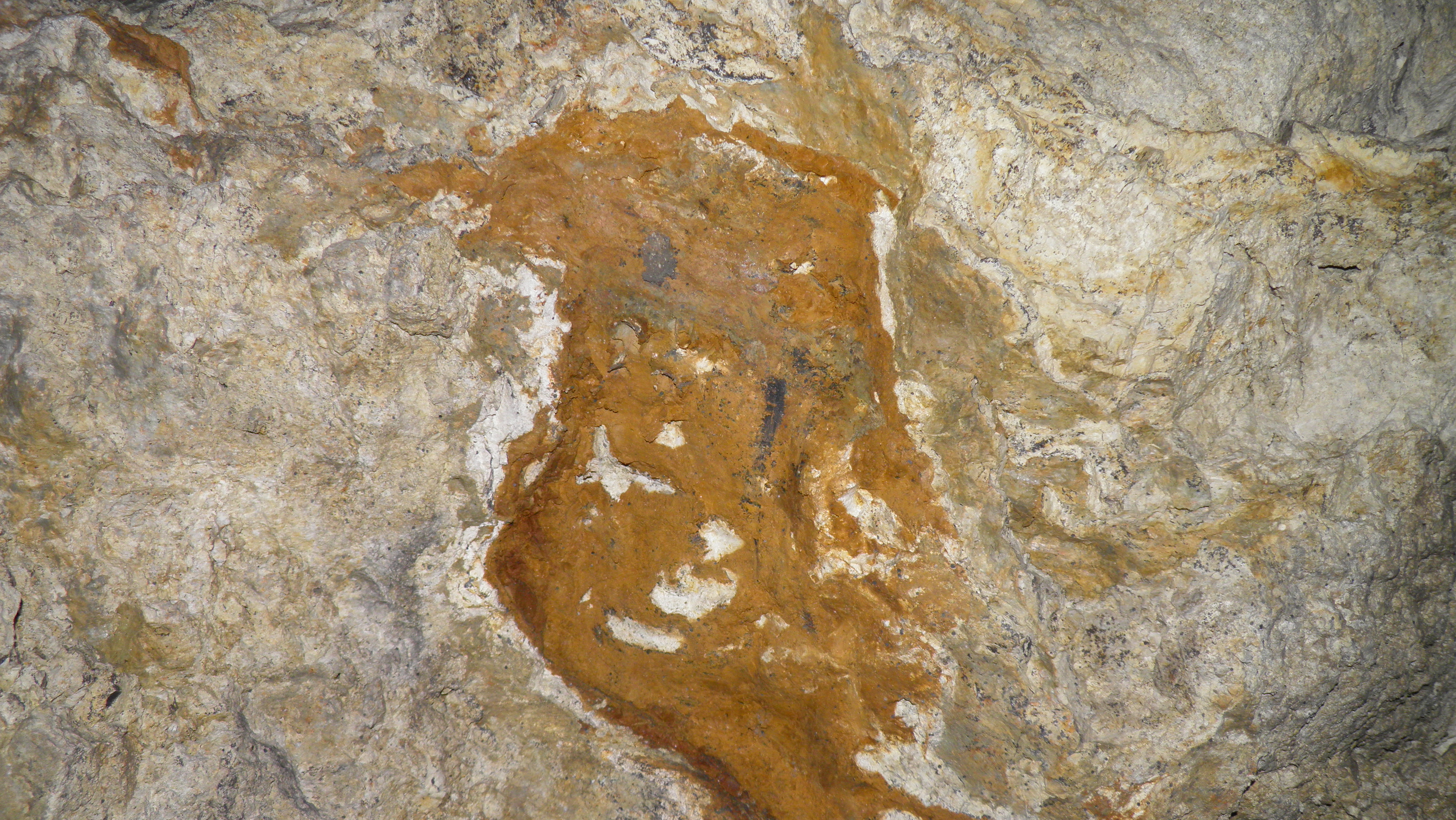
Медова печера. Жовтий вапняк
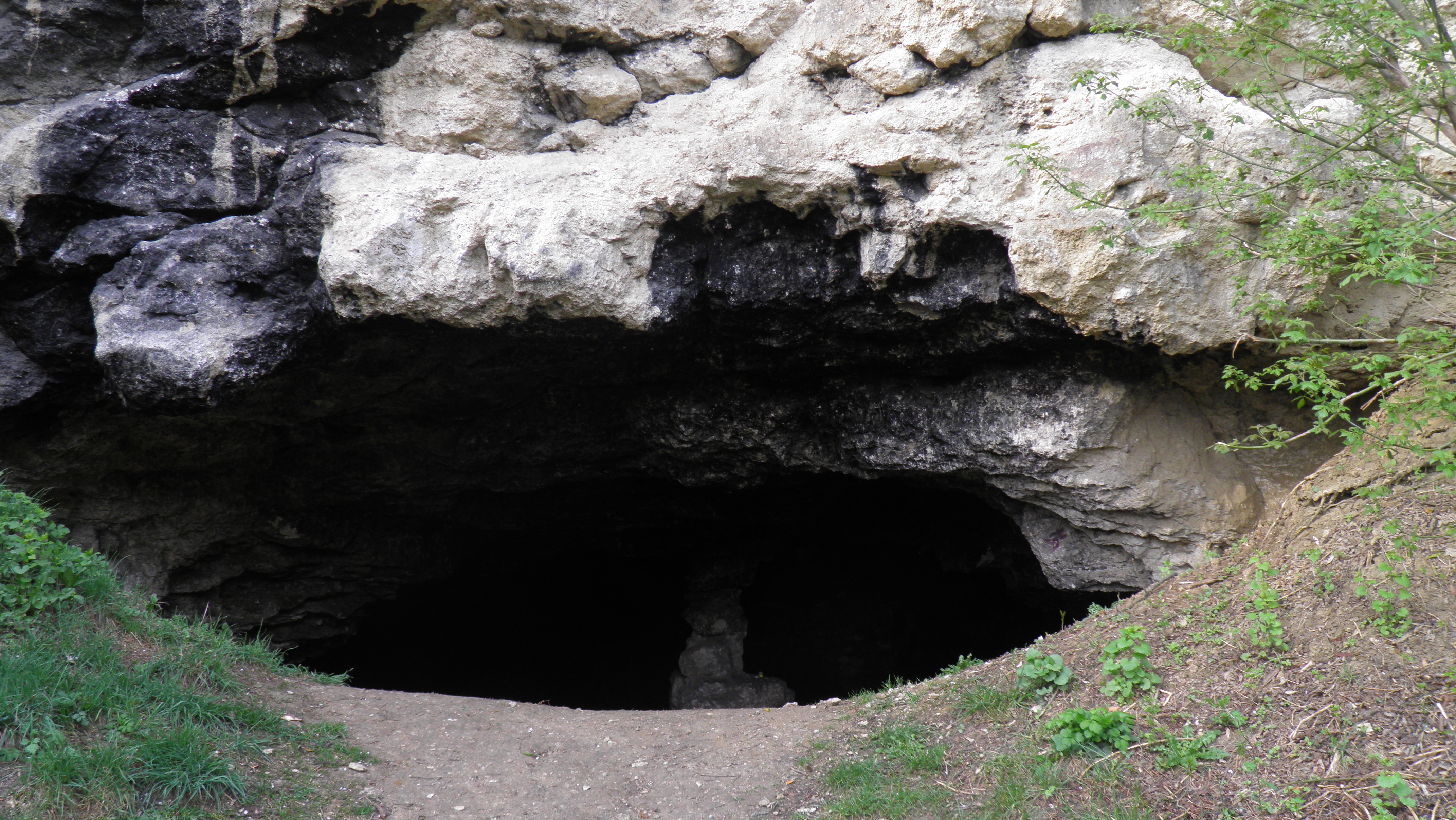
Медова печера. Загальний вигляд